# Carlos Pizarroso Belmonte
Carlos Pizarroso Belmonte fue un escritor español nacido en Cádiz en 1841 y fallecido en Santa Cruz de Tenerife en 1913. Entre sus obras principales destacan: Los aborígenes de Canarias, Fantasías, El poema del dolor, Bodas reales, Ultramontanismo, Sistema de la idea, Las ideas modernas y el mundo antiguo.